# Bjälklag
För ordets betydelse i klassisk arkitektur, se entablement.

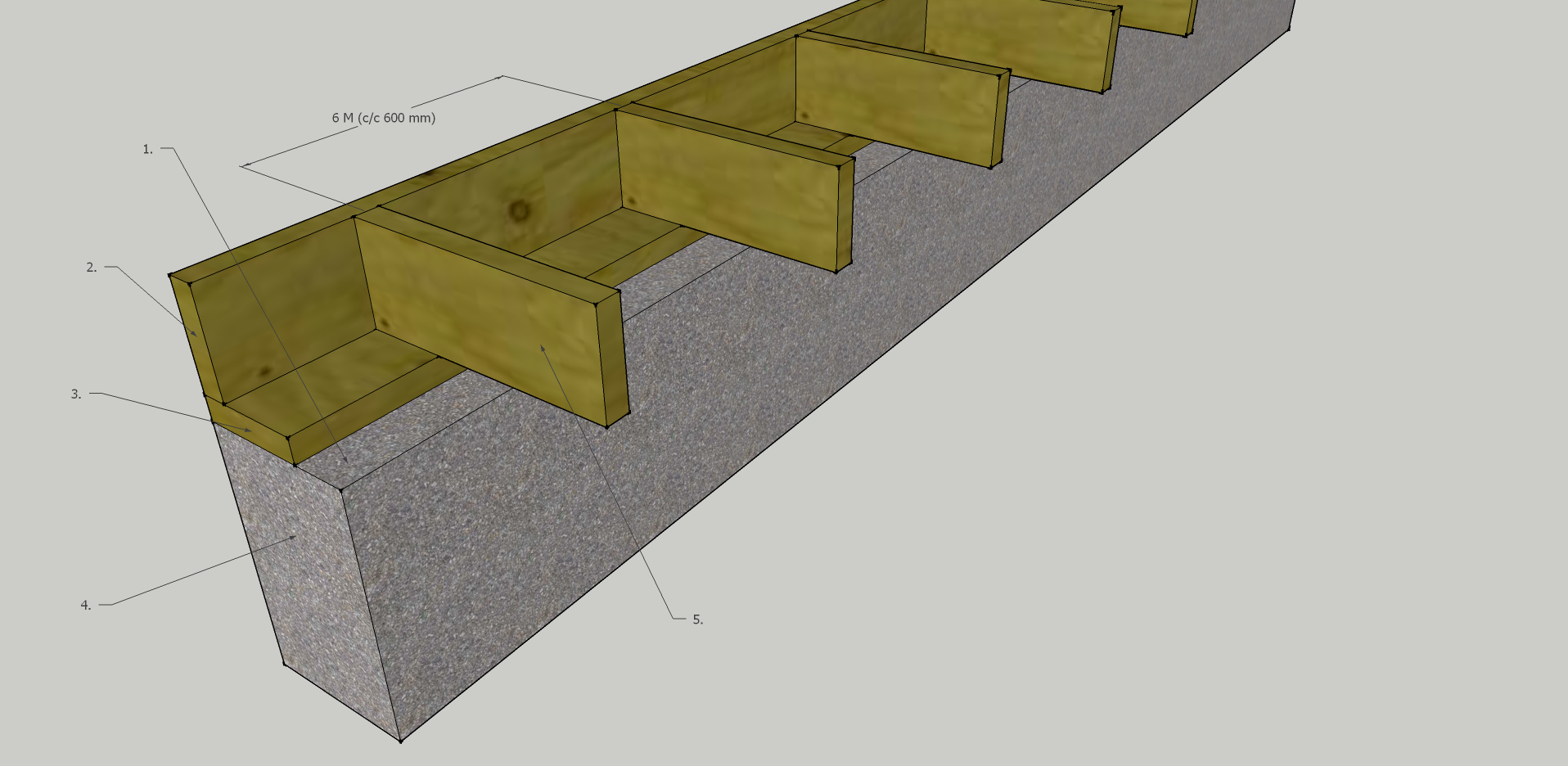
Illustration av ett bjälklag i trä:
1. Murkrona (översta kanten på muren)
2. Kantbjälke
3. Syll (grundmurssyll)
4. Grundmur
5. Golvbjälke
6 M står inte för meter, utan det är en beteckning för modul.

Ett bjälklag är en bärande byggnadsdel som från endera över- eller undersidan, eller båda, avgränsar olika våningar i en byggnad.
Ordet bjälklag förekommer i många olika sammansättningar beroende på dess användningsområde och material. Exempel på bjälklag namngivna efter material är träbjälklag och betongbjälklag. Exempel på bjälklag namngivna efter dess funktion är golvbjälklag, takbjälklag, våningsbjälklag och gårdsbjälklag.

## Bilder

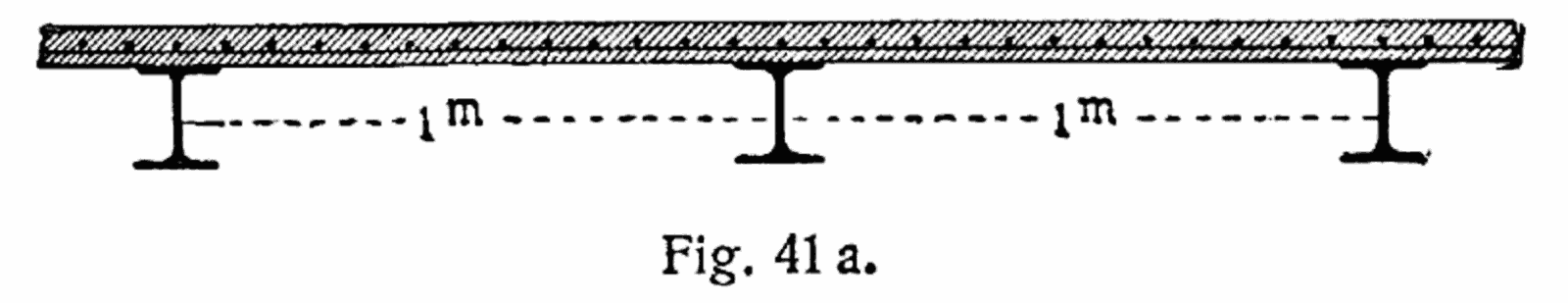
Betongbjälklag.
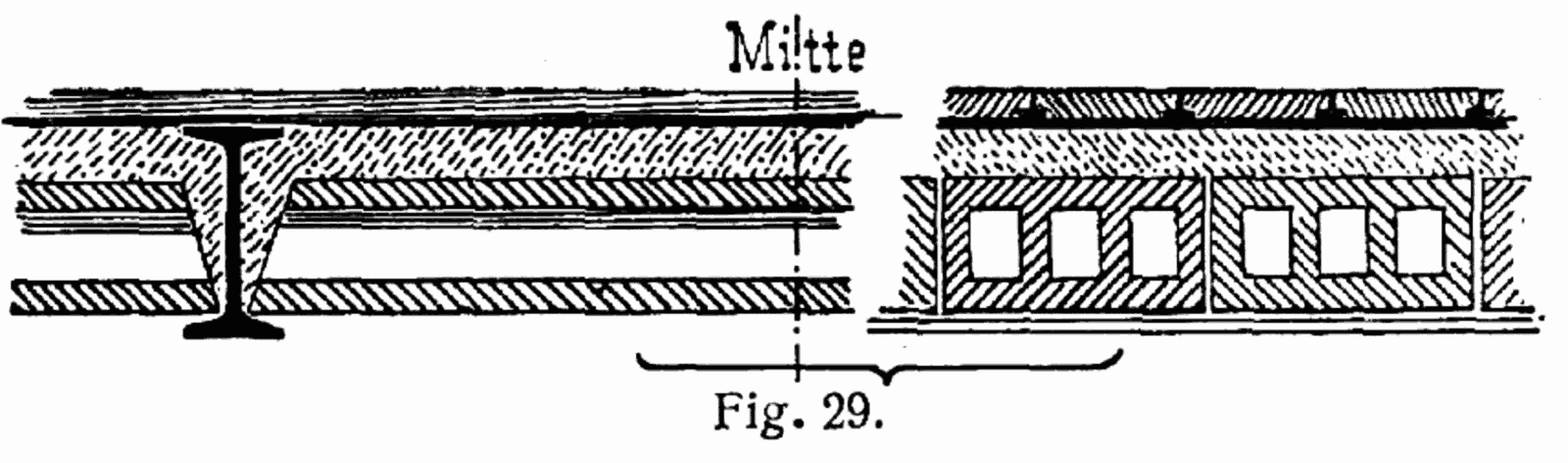
Hålstensbjälklag.
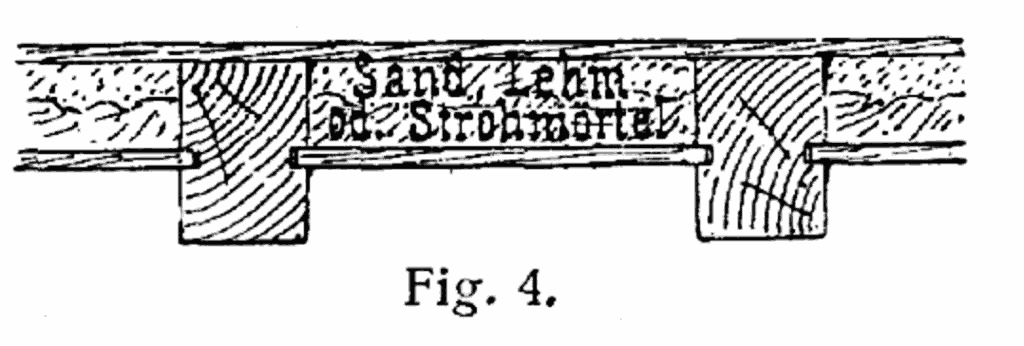
Träbjälklag av äldre konstruktion med sand och kalk.
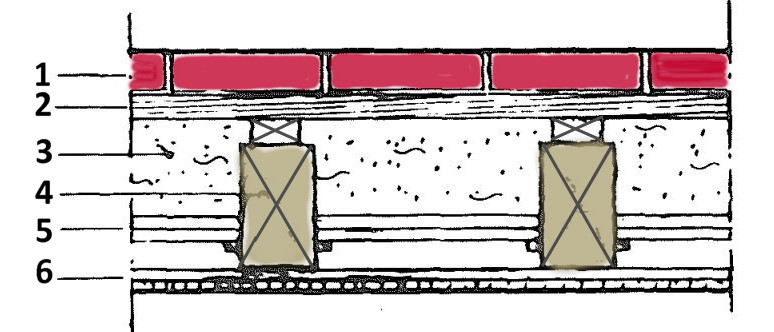
Vindsbjälklag med brandbotten.